# McLaughlin (Alberta)
McLaughlin est un hameau (hamlet) du Comté de Vermilion River, situé dans la province canadienne d'Alberta.